# Stadthalle Chemnitz

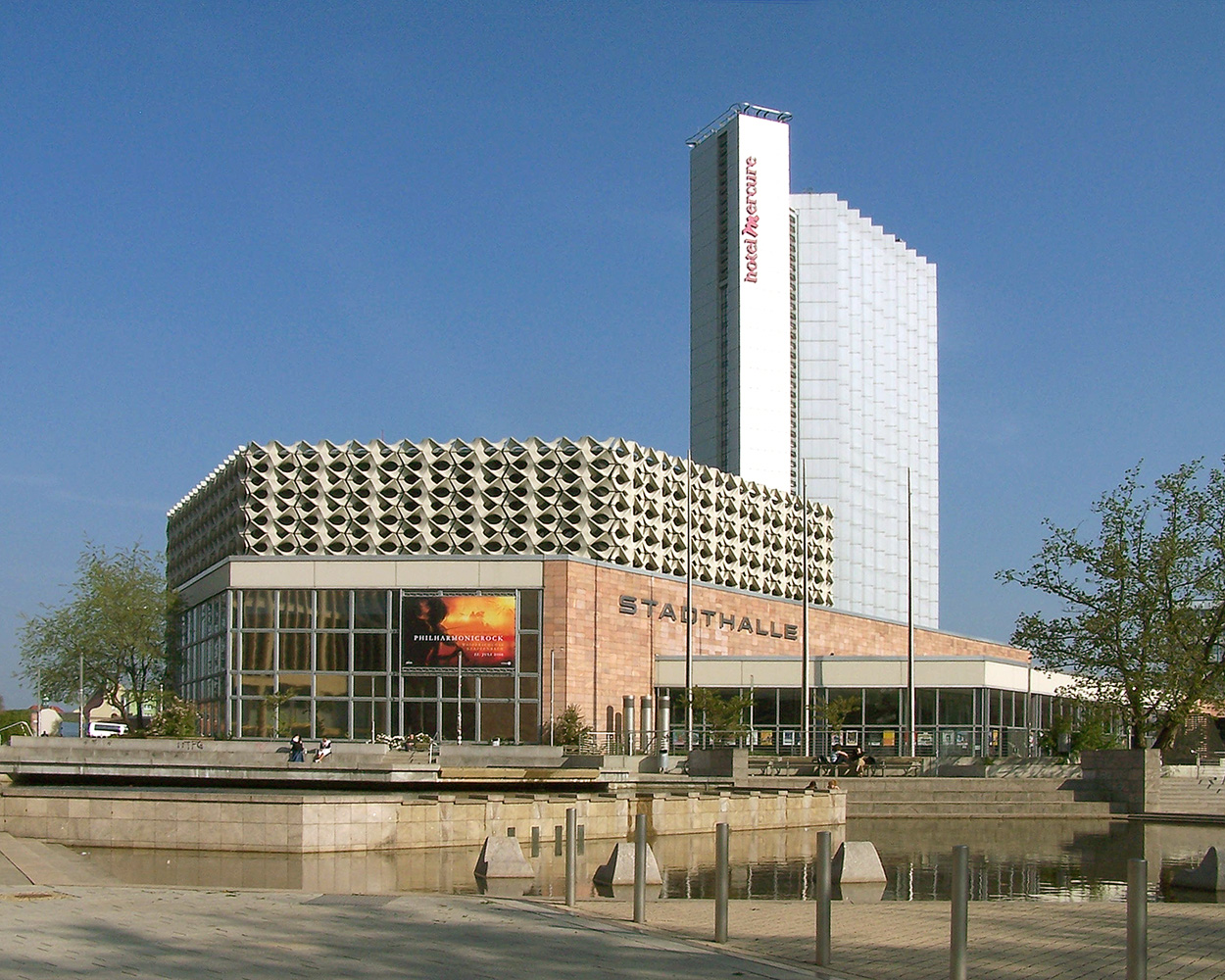
Komplex der Stadthalle Chemnitz

Die Stadthalle Chemnitz wurde in den Jahren 1969 bis 1974 als Mehrzweckhalle im Zentrum der Stadt Karl-Marx-Stadt erbaut und am 4. Oktober 1974 feierlich eröffnet. Für die an der Stadthalle angebrachte großflächige Plattenverkleidung wurden 4000 m² Rochlitzer Porphyr verwendet.
Seit Eröffnung besuchten hier rund 16 Millionen Menschen Klassik- und Rockkonzerte, Shows, Musicals, Messen, Kongresse, Tagungen, Bälle, Gala-Abende und TV-Produktionen. Die Betreiberin, die C3 Chemnitzer Veranstaltungszentren GmbH, ist eine Tochtergesellschaft der Stadt Chemnitz. Seit Januar 2006 gehört zur GmbH das Wasserschloss Klaffenbach als zweites Veranstaltungshaus.
Die Stadthalle verfügt im Großen Saal über 1828 sowie im Kleinen Saal über 560 Plätze.

## Architektur
Die typische Charakteristik des Architekturkomplexes Stadthalle/Hotel dominiert seit den 1970er Jahren das Stadtbild. Kreativer Kopf dieser funktionalen Synthese aus Kulturzentrum und Hotel war Chefarchitekt Rudolf Weißer aus dem VEB Komplexe Vorbereitung Karl-Marx-Stadt. Die von ihm entworfene Strukturdecke und das Dreiecksraster, das die polygonale Struktur ermöglicht, übertragen die markante Außengestaltung auch auf die Innenarchitektur. Zu dem von Weißer geleiteten Architektenkollektiv gehörten u. a. Hans Förster, Peter Koch, Siegfried Krieger, Konrad Reimann (* 1925), Wladimir Rubinow und Karl Wienke. Hubert Schiefelbein entwarf die Sichtbetonaußenfassade am großen Stadthallensaal. Eine Neuakzentuierung erfuhr das Haus 2004 durch Clauss Dietel, der mit einem überarbeiteten Farb- und Lichtkonzept neue Akzente in den Foyers setzte. Im Jahre 2011 wurde ein Architektenwettbewerb zur Erweiterung der Stadthalle zum Tagungs- und Kongresszentrum durchgeführt, den das Berliner Büro studioinges gewann.

## Kunstwerke
Neben der einzigartigen Architektur verfügt die Stadthalle Chemnitz über einige beachtenswerte Kunstwerke. Im Mittelpunkt der Lichthalle des Großen Foyers steht Fritz Cremers Plastik Und sie bewegt sich doch! – Galilei. Das Kunstwerk greift das Historische auf und manifestiert so das immerwährende Grundprinzip der Veränderung: Nichts ist beständig, nicht die Historie, nicht die Welt, wie man sie sieht. Horst Zickelbeins Wandbild Die Befreiung der Wissenschaft durch die sozialistische Revolution, das ebenfalls in der Lichthalle des Großen Foyers zu finden ist, beeindruckt heute weniger durch die Programmatik – viel mehr imponiert die Farbgebung des Kunstwerks. Auch der Kleine Saal hat künstlerische Ausstattung: Im Kleinen Foyer befinden sich Reliefs von Christa Sammler, die das Erlebnis der Musik einfangen. Im sich anschließenden Stadthallenpark sind u. a. Werke von Wieland Förster zu sehen.

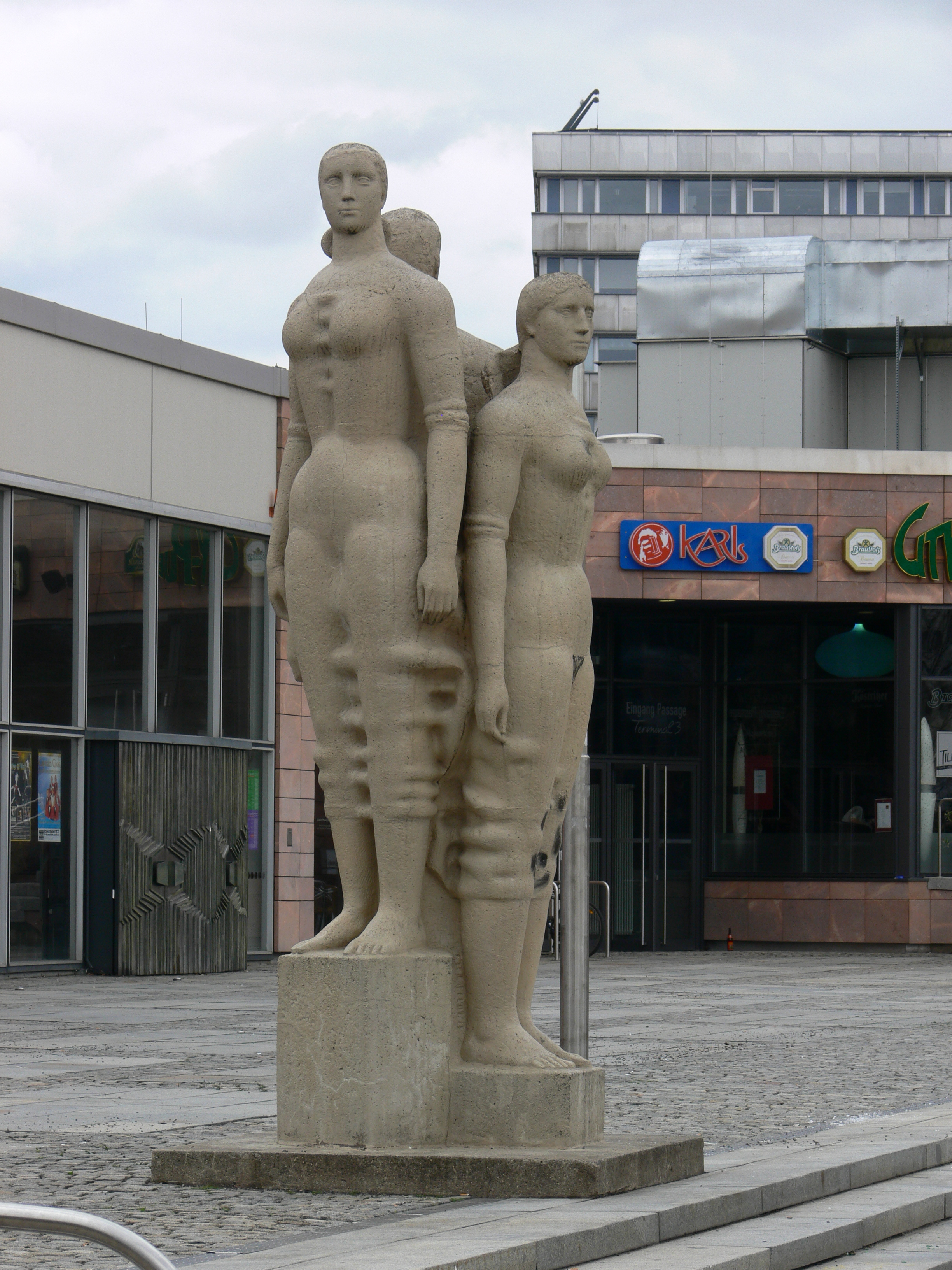
Gerd Jaeger: Würde, Schönheit und Stolz des Menschen im Sozialismus, 1974
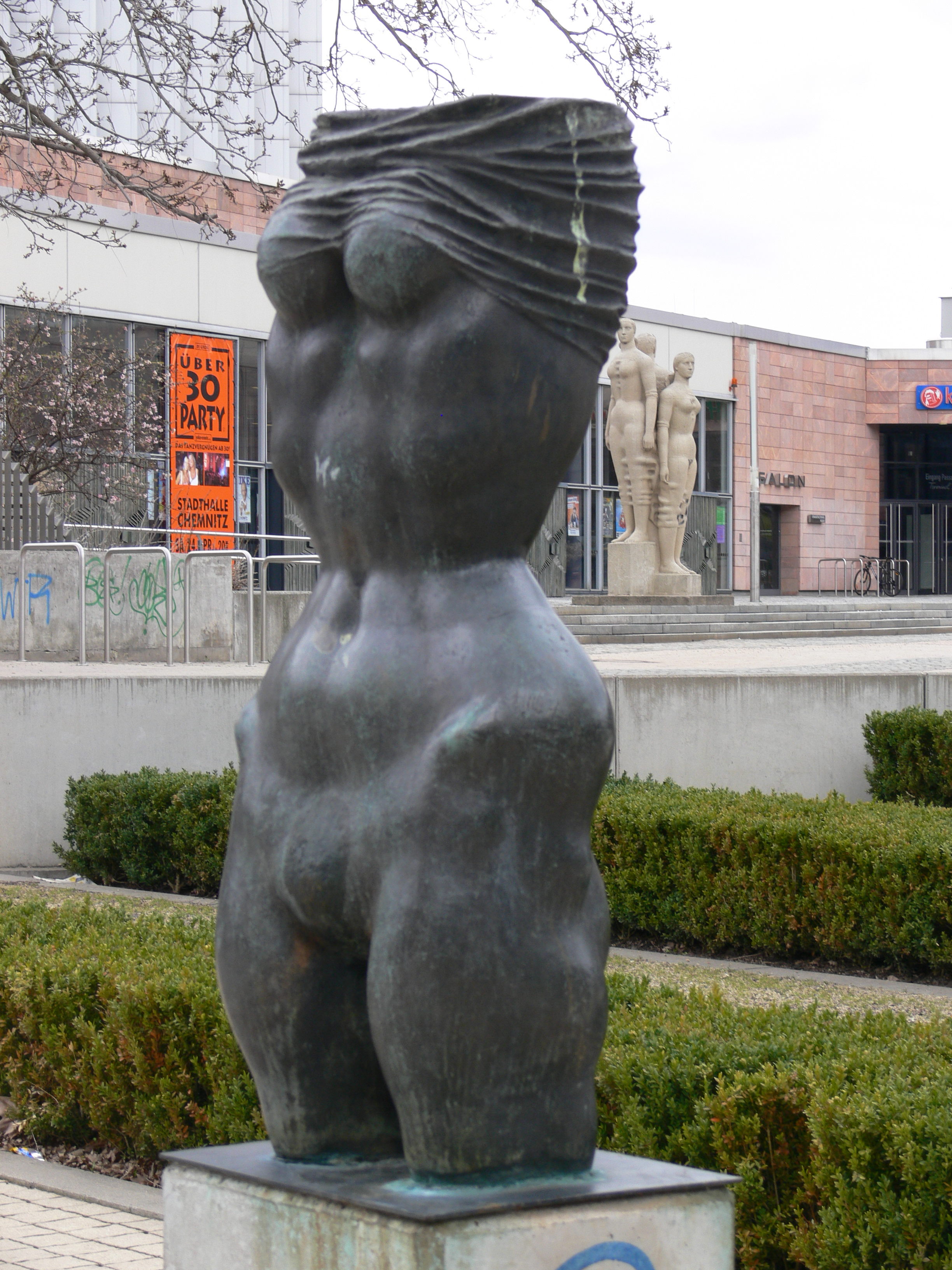
Wieland Förster: Neeberger Torso, 1974
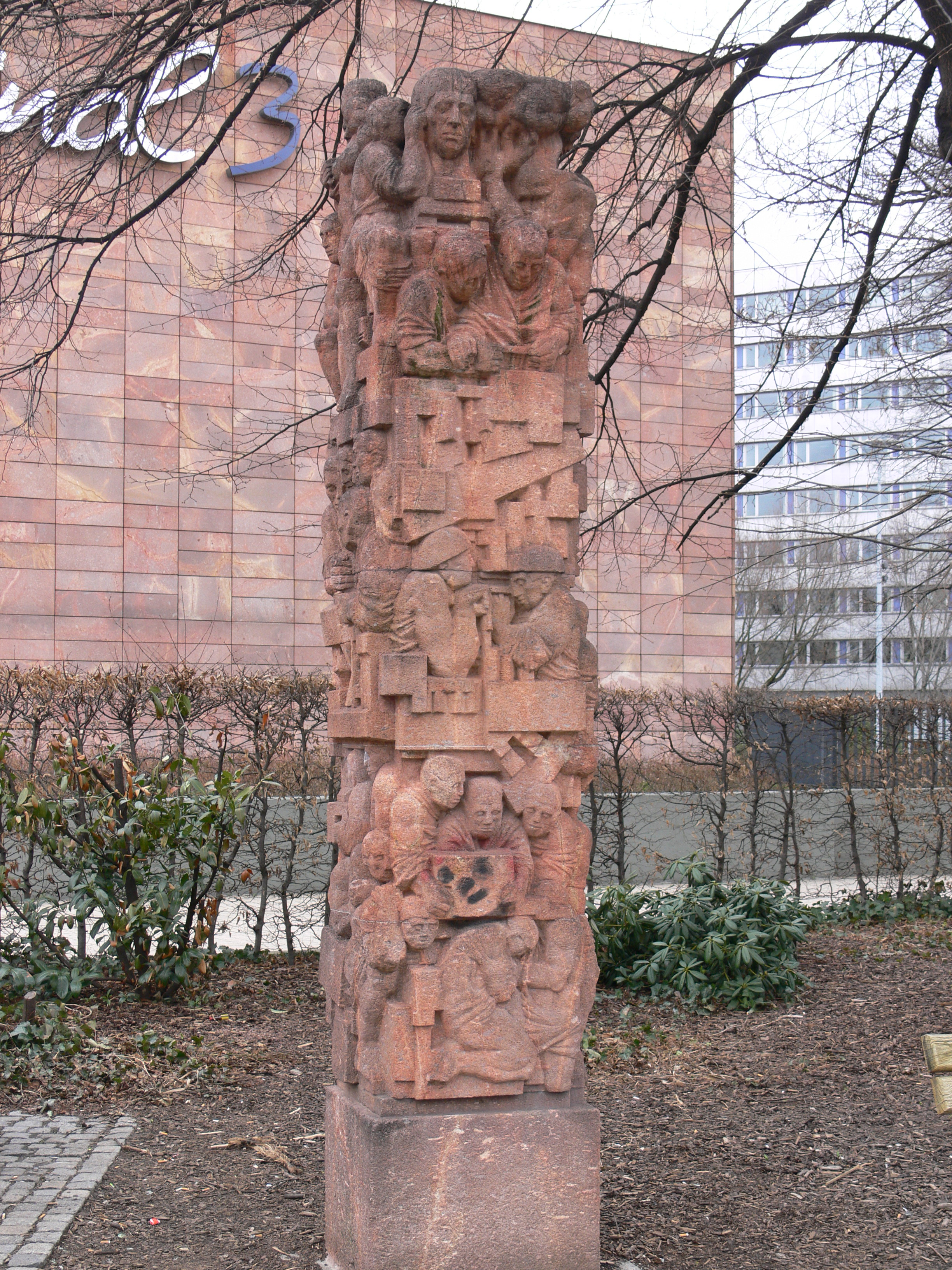
Wieland Förster: Wissenschaft als Produktivkraft, Porphyr, 1974
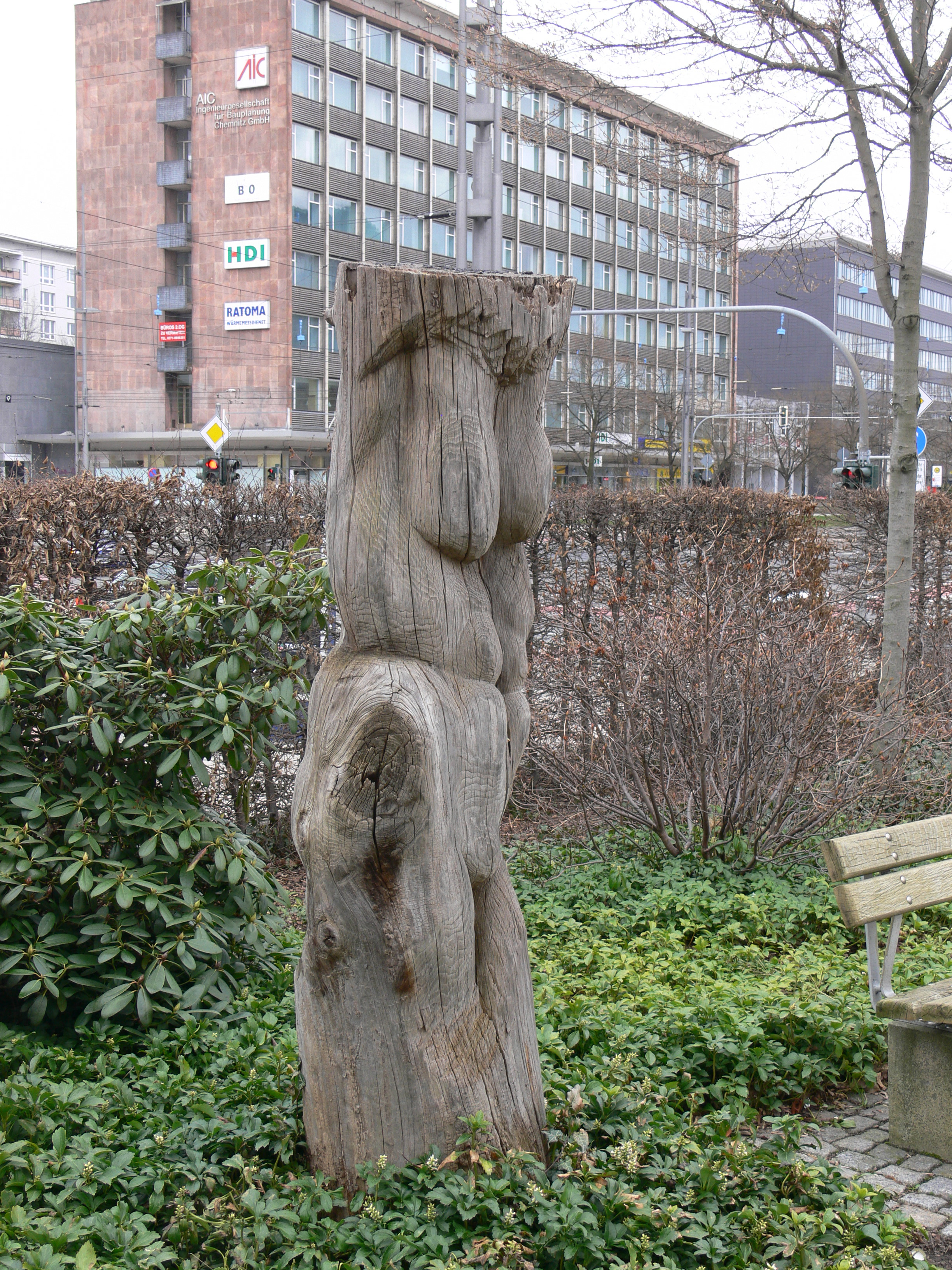
Harald Stephan: Großer Akt, Holz, 1979
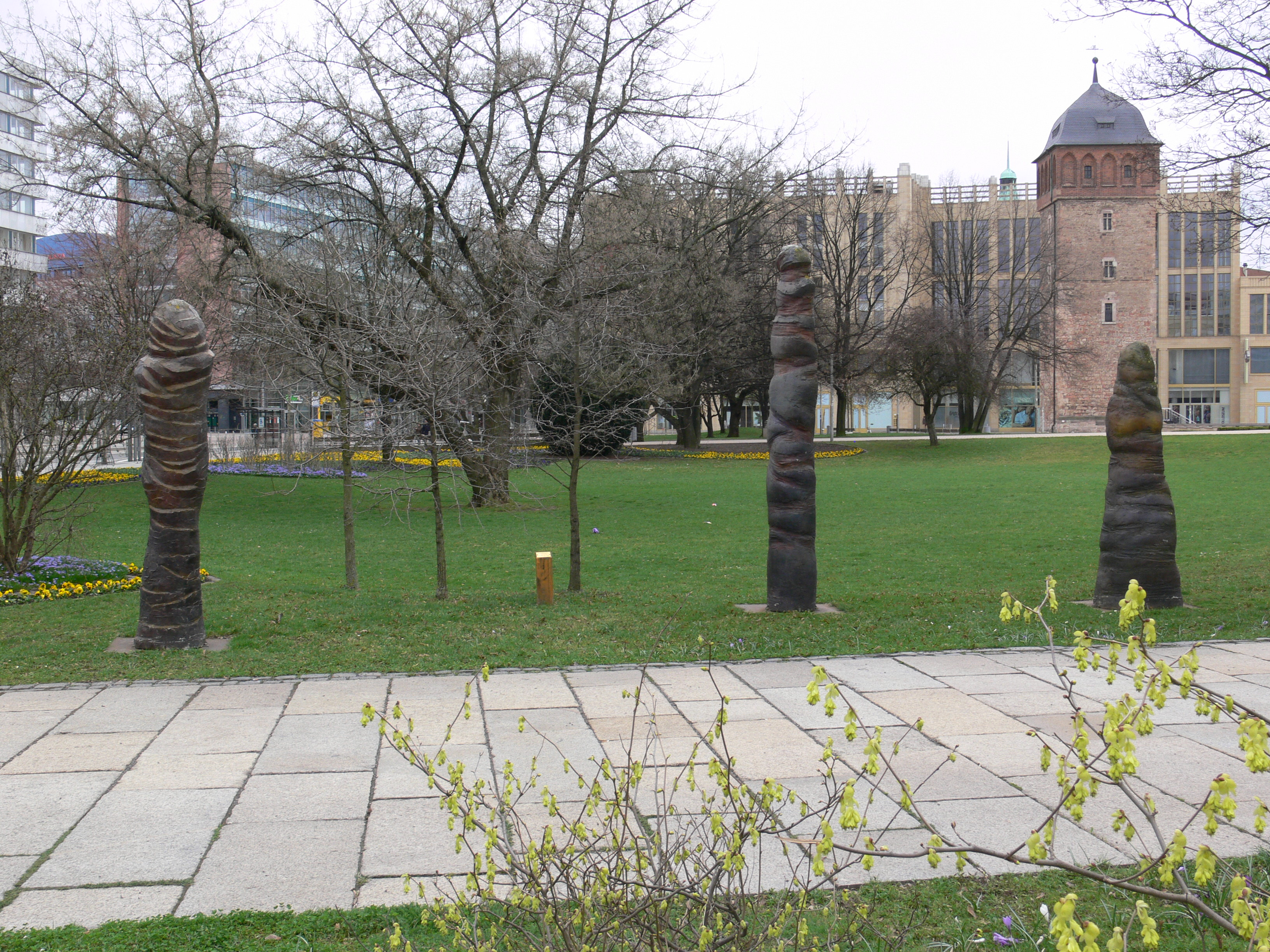
Rainer-Maria Schubert: '3 Skulpturen-Verwicklungen, dreiteilige Skulptur, 2001, Stahlgerüst, mit Faserbeton überzogen

## Orgel
Die Stadthalle Chemnitz verfügt über eine der größten Orgeln, die sich in einem Profanbau befinden. Sie wurde von 1972 bis 1976 vom damaligen VEB Orgelbau Dresden – dem heutigen Unternehmen Jehmlich Orgelbau Dresden – konstruiert und vormontiert. Die Sachberatung übernahm Frank-Harald Greß. 1976 erfolgte der Einbau. Die Orgel verfügt über vier Manuale und Pedal, 67 klingende Register sowie drei Tremulanten, zehn Koppeln und 5536 Pfeifen. Heute ist die Orgel bei ausgewählten Sinfonie- und Weihnachtskonzerten, beim traditionellen Adventsprogramm sowie bei den zweimal jährlich stattfindenden Orgelkonzerten zu hören.